# Oprtalj
Oprtalj (en italien : Portole) est un village et une municipalité située en Istrie, dans le comitat d'Istrie, en Croatie. Au recensement de 2001, la municipalité comptait 981 habitants, dont 59,53 % de Croates et 18,76 % d'Italiens ; le village seul comptait 118 habitants. C'est une commune bilingue croate/italien.

## Localités
La municipalité d'Oprtalj compte seize localités :
| - Bencani - Čepić - Golubići - Gradinje - Ipši - Krajići - Livade - Oprtalj | - Pirelići - Sveta Lucija - Sveti Ivan - Šorgi - Vižintini - Vižintini Vrhi - Zrenj - Žnjidarići |